# 坂上村 (山口県)
坂上村（さかうえそん）は、山口県玖珂郡にあった村。現在の岩国市美和町の東半にあたる。

## 地理
- 山岳：柏木山、権見山、白滝山、妙見山、宝田山
- 河川：小瀬川、小郷山

## 歴史
- 1904年（明治37年）1月1日 - 渋前村・藤谷村が合併して発足。
- 1956年（昭和31年）9月30日 - 美和村と合併して美和町が発足。同日坂上村廃止。